# Богесунд (замок)
Замок Богесунд (швед. Bogesunds slott, ранее Bogösund) — замок и бывшая усадьба, расположенная в муниципалитете Ваксхольм недалеко от Стокгольма. Здание было возведено в 1640-х годах по инициативе Пер Браге Младшего, а затем несколько раз перестраивалось. Помимо семьи Браге, Богесунд принадлежал членам семьи Гамильтон, фон Розен, фон Лантингсхаузен и фон Хёпкен.
Нынешний облик здания — рыцарский замок с башнями и готическими окнами — появился в 1860-х годах по рисункам архитекторов Фредрика Вильгельма Шоландера и Тора Медельплана. 
Богесунд был необитаем с 1906 года и шведские власти принудительно выкупили его у владельцев. Для этого в 1946 году приняли специальный закон под названием «Лекс Богесунд». С 1993 года здание принадлежит Управлению государственной собственности. В 1996 году начались масштабные реставрационные работы. Замок был открыт для посетителей 11 августа 2012 года принцессой Кристиной и её мужем Тордом Магнусоном. 
Замок располагается в центре природного заповедника Богесунд, образованного в 2015 году.

## История
Первые письменные упоминания об усадьбе под названием Богосунд относятся к 1367.  

### Ранний период

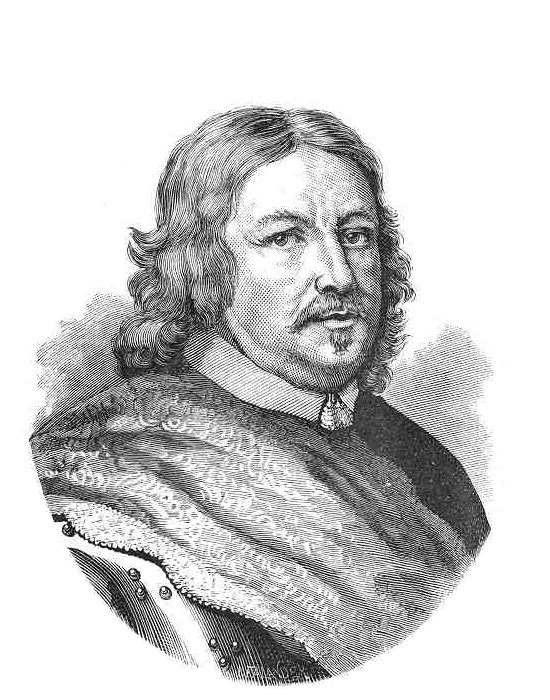
Питер Браге, первый владелец замка

Граф Пер Браге Младший (1602-1680) унаследовал поместье Богесунд от своего отца Абрахама Педерссона Браге. На обрабатываемых землях и животноводческих фермах трудились около 50 работников. Основные здания находились в то время к востоку от нынешнего замка.   
После путешествий по Южной Европе Браге вдохновился прекрасной архитектурой Италии. Вернувшись, он решил построить для себя красивую резиденцию. Выбор местоположения на Ваксхольме был связан с тем, что Браге являлся одним из ближайших советников короля хотел находиться поближе к Стокгольму. Весной 1642 года началась расчистка земли под строительство замка. Через несколько лет работы были закончены.   
Здание имело в основании квадратную форму. Изначально имелось четыре главных и ещё два мансардных этажа. На крыше была устроены смотровая площадка, откуда открывались виды на Стокгольм и живописные окрестности. Первый этаж и подвал использовались в хозяйственных целях. На втором разместили жилые комнаты для приближённых хозяина. Сам владелец проживал на третьем этаже. На четвёртом был устроен зал приёмов. Ещё выше, вероятно, находились комнаты для гостей.    
В 1652 году в замке пышно отпраздновали свадьбу Браге с Беатой Делагарди, представительницей знаменитого рода.   
После смерти Пера Браге Младшего замок перешёл во владение его племянника Нильса Браге. С 1699 года новым хозяином резиденции стал его сын Абрахам Браге. В начале XVIII века здесь часто останавливался король Фредерик I, который использовал Богесунд как охотничий замок. Последней владелицей замка из рода Браге стала Анна Кристина, которая скончалась в 1739 году. После смерти её супруга, Карла Фредрика Гамильтона аф Хагебю, здание надолго осталось необитаемым.    

### Перестройка замка
С 1767 года замков владел Фредерик фон Розен, представитель баронского рода Розен. А в 1774 году поместье перешло в дар Альбрехту фон Лантингхаузену , близкому другу короля Густава III. Новый владелец провёл реконструкцию здания. В числе прочего он добавил балконы. После смерти Апьбрехта замок в 1821 году унаследовала его дочь Иоганна Каролина фон Лантингхаузен, жена Нильса фон Хёпкена, представителя дворянского рода фон Хёпкен. Последующими владельцами Богесунда стали их потомки, носившие фамилию фон Лантингхаузен фон Хёпкен. В 1863-1867 годах  Нильс Альбрехт фон Лантингсхаузен фон Хёпкен провёл масштабную реконструкцию. С той поры замок обрёл свой современный вид.   

### Упадок и возрождение

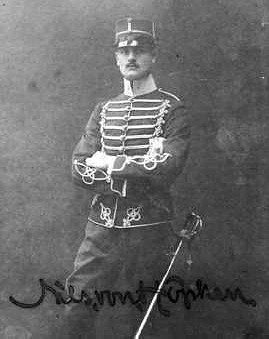
Нильс фон Лантингхаузен фон Хёпкен, последний частный владелец замка

С 1906 года владельцем Богесунда был лейтенант Либериан Нильс фон Лантингхаузен фон Хёпкен, который в замке бывал редко. Здание для начала XX века являлось устаревшим. Там не хватало водопровода, канализации и не было проведено электричество. После 1916 замок оказался почти заброшенным. Часть ценных предметов интерьера исчезли в результате кражи.    
В конце 1930-х годов власти Стокгольма пытались приобрести Богесунд, но покупка сорвалась. Наконец в 1944 года был принят особый закон «Об обязательном выкупе невостребованной сельскохозяйственной собственности», названный «Lex Bogesund». Этот закон использовался только один раз!
Государство экспроприировало замок в 1946 году, а Нильс фон Лантингсхаузен фон Хёпкен получил 11,6 млн шведских крон в качестве компенсации за здание, 3364 гектара земли и лесов. 22 апреля 1949 Богесунд объявили национальным памятников.  
Достаточно долго власти не могли найти средств на полноценную реставрацию замка. Серьёзный ремонт фасада состоялся только в 1969 году. А полноценные реставрационные работы начались лишь в 1996 году. Была проведена огромная работа и наконец в 2012 году Богесунд принял первых посетителей.

## Галерея

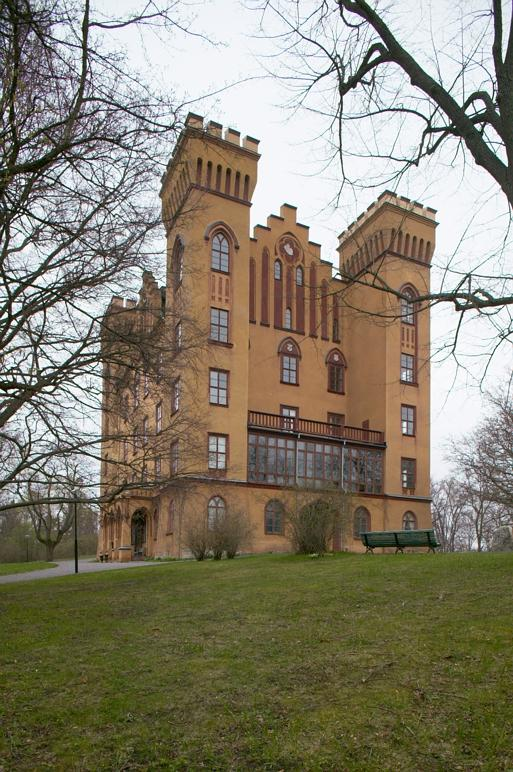
Вид замка со стороны окружающего парка
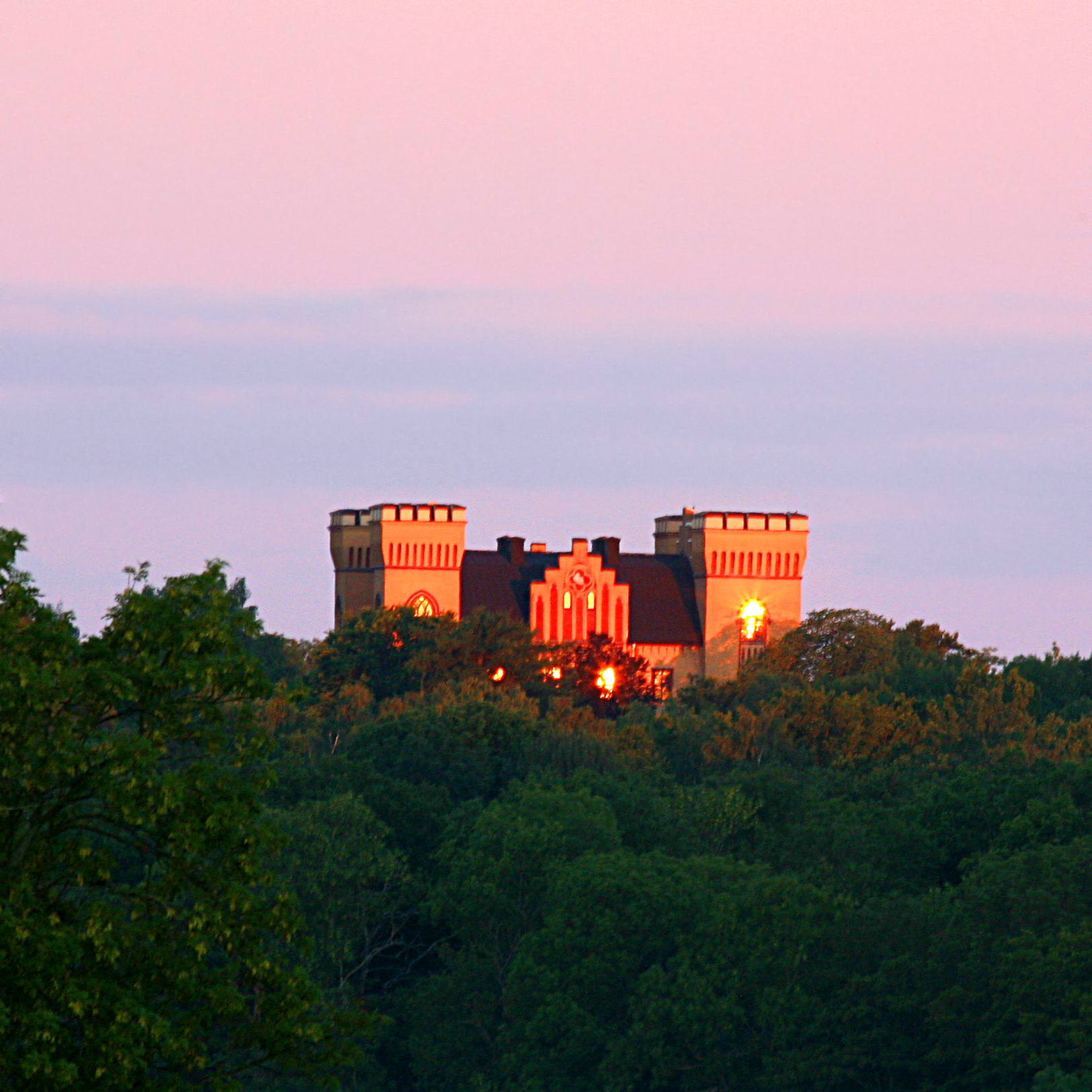
Верхняя часть замка, возвышающаяся над лесом
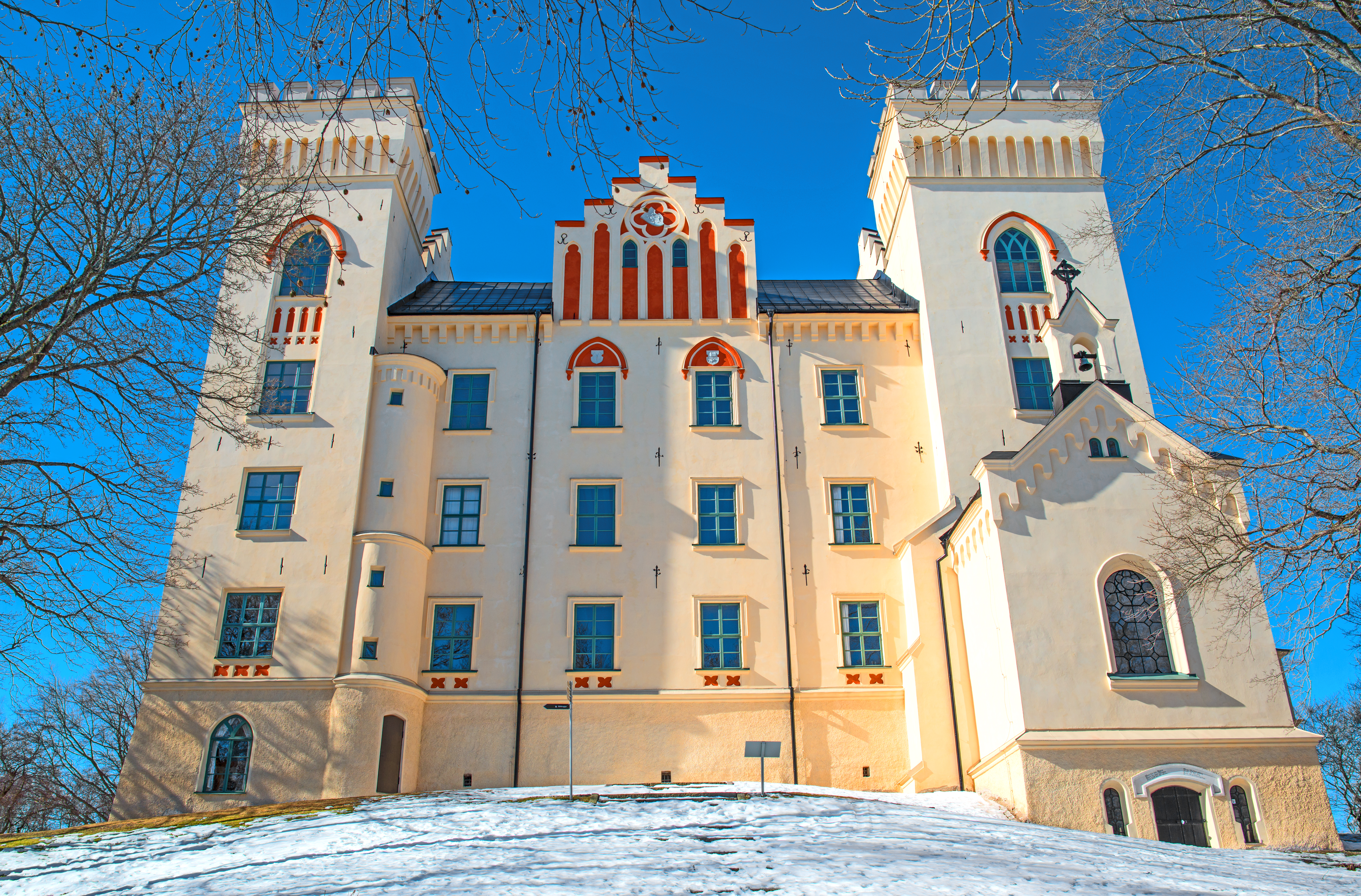
Фасад замка и часовня
Один из эркеров замка
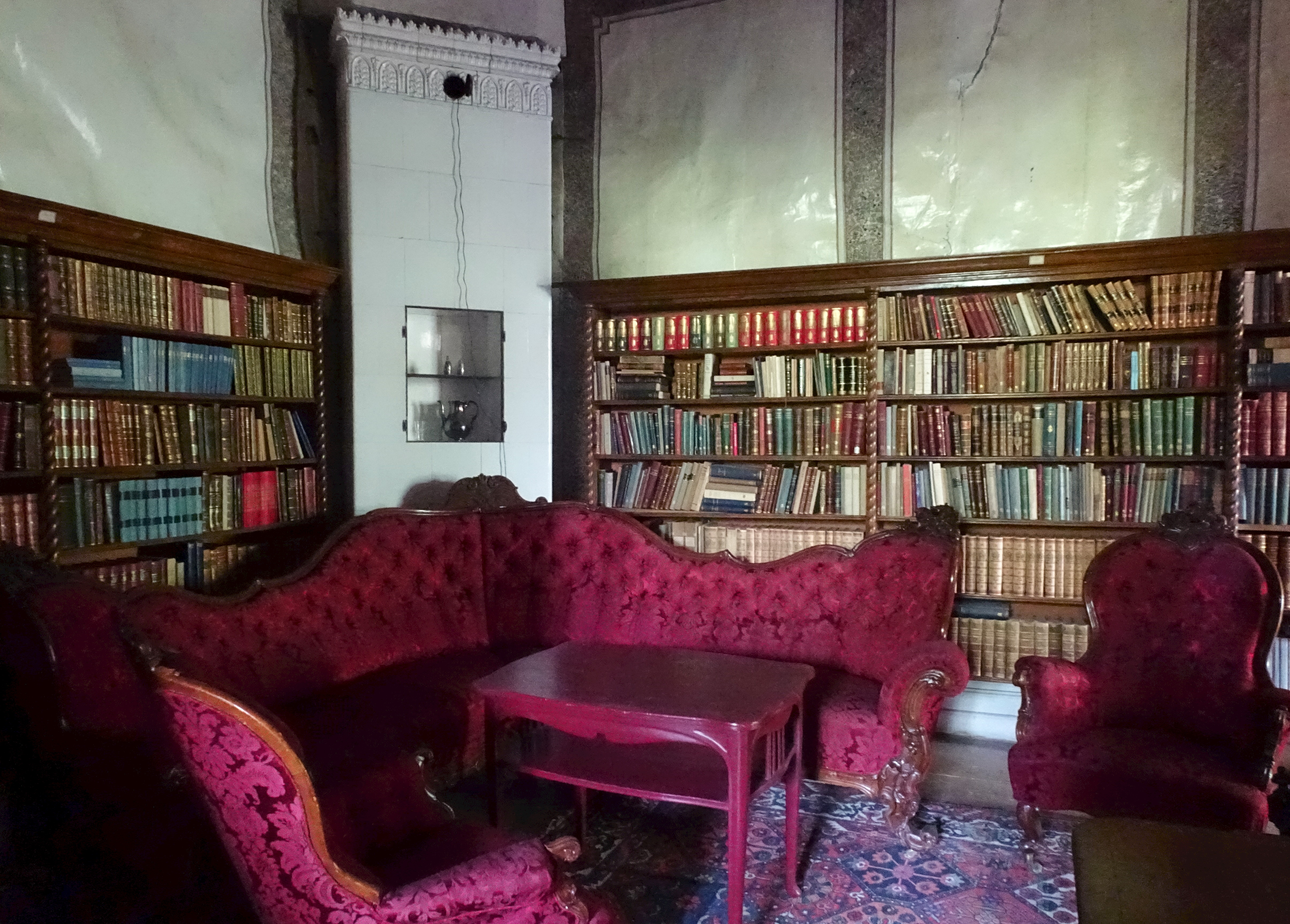
Библиотека замка